# Pływanie synchroniczne na Igrzyskach Panamerykańskich 2019
Pływanie synchroniczne na Igrzyskach Panamerykańskich 2019 odbywało się w dniach 29–31 lipca 2019 roku w Villa Deportiva Nacional w Limie. Osiemdziesiąt zawodniczek rywalizowało w dwóch konkurencjach.
Zawody były jedną z kwalifikacji do LIO 2020.

## Podsumowanie

### Klasyfikacja medalowa
| Klasyfikacja medalowa | Klasyfikacja medalowa | Klasyfikacja medalowa | Klasyfikacja medalowa | Klasyfikacja medalowa | Klasyfikacja medalowa |
| --------------------- | --------------------- | --------------------- | --------------------- | --------------------- | --------------------- |
| 1                     | Kanada                | 2                     | 0                     | 0                     | 2                     |
| 2                     | Meksyk                | 0                     | 2                     | 0                     | 2                     |
| 3                     | Stany Zjednoczone     | 0                     | 0                     | 2                     | 2                     |
| Razem                 | Razem                 | 2                     | 2                     | 2                     | 6                     |

### Medaliści
| Konkurencja | 1. miejsce | 2. miejsce | 3. miejsce |
| ----------- | --- | --- | --- |
| Duety       | Kanada · Claudia Holzner · Jacqueline Simoneau | Meksyk · Nuria Diosdado · Joana Jiménez | Stany Zjednoczone · Anita Alvarez · Ruby Remati |
| Drużyny     | Kanada · Emily Armstrong · Catherine Barrett · Andrée-Anne Côté · Camille Fiola-Dion · Rebecca Harrower · Claudia Holzner · Audrey Joly · Halle Pratt · Jacqueline Simoneau | Meksyk · Regina Alférez · Teresa Alonso · Nuria Diosdado · Joana Jiménez · Luisa Rodríguez · Jessica Sobrino · Ana Soto · Pamela Toscano · Amaya Velázquez | Stany Zjednoczone · Anita Alvarez · Paige Areizaga · Nicole Goot · Hannah Heffernan · Daniella Ramirez · Ruby Remati · Abby Remmers · Lindi Schroeder · Emma Tchakmakjian |